# Dode dieren in de natuur

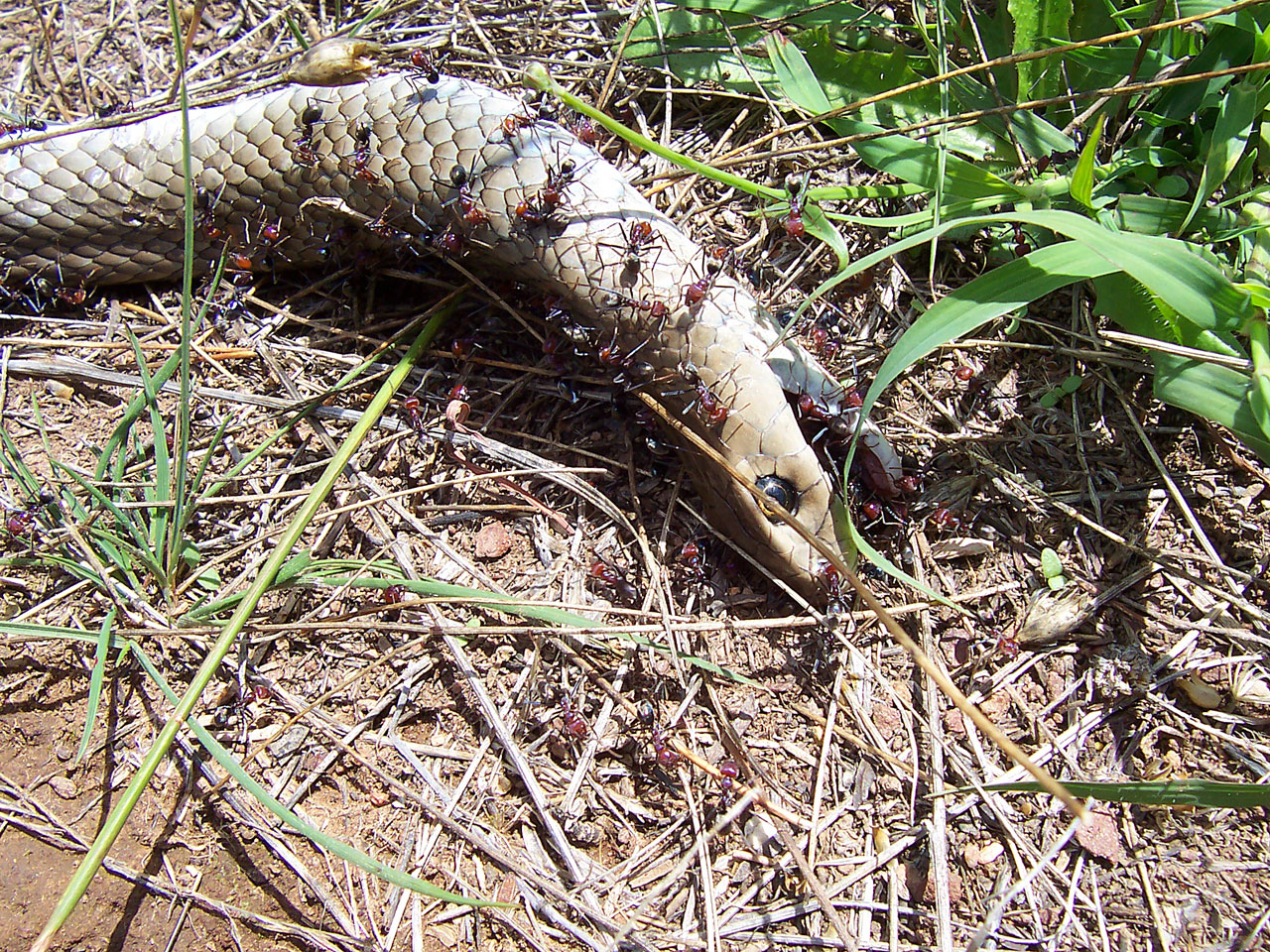
Mieren op een dode slang

Dode dieren in de natuur vormen een aandachtsgebied in ecologie, natuurbescherming en beheer van natuurgebieden.

## Levenscyclus
Het lot van de meeste grote dieren in bijna alle natuurgebieden in Nederland wordt door de mens bepaald. Meestal brengen daardoor de grotere dieren slechts een onvolledige levenscyclus in de natuur door. In Nederland is alleen in de Oostvaardersplassen de volledige levenscyclus van bijvoorbeeld het rund waar te nemen. In alle andere natuurgebieden mogen de dieren blijven als ze vitaal en gezond zijn, maar als ze ouder worden of ziek zijn, dan zijn we geneigd om ze te verwijderen. Preventief afschot is dan ook eerder regel dan uitzondering. Echter, ook bij vrij levende wilde dieren is het helemaal niet ongewoon als een 'griepje' zich vanzelf herstelt.
De bewering dat in ongestoorde wildernisgebieden grote roofdieren als wolven en lynxen alle zieke dieren voortijdig opruimen is onjuist. Wetenschappelijk onderzoek in buitenlandse wildernisgebieden laat zien dat globaal genomen zelden meer dan twintig procent van de grotere oude of zieke dieren door roofdieren worden gedood. Doorgaans zijn juist de juveniele dieren, de jonge onervaren dieren, de belangrijkste categorie die ten prooi vallen aan roofdieren. Het bewijs voor dit mechanisme is ook op indirecte wijze te leveren, namelijk door te wijzen op het fenomeen dat in de evolutie – ook in Nederland – tal van soorten zijn ontstaan die zich hebben gespecialiseerd in het verwerken van dode dierenlichamen (kadavers en aas). Immers, hoe zouden deze gespecialiseerde soorten zich evolutionair zo hebben kunnen ontwikkelen als ieder dier in de maag van een predator verdween?

## Behoud en ontwikkeling biodiversiteit
Natuurbescherming betekent echter ook de noodzaak te streven naar het behoud van biodiversiteit. Van aaskever tot monniksgier, al deze soorten zullen werkloos blijven, als wij maar doorgaan met het klinisch zuiveren van onze natuurgebieden. En de soorten die in de natuur werkloos blijven, gaan dan écht dood: zij zullen dan gedoemd zijn tot uitsterven. Desondanks gaat onze bemoeienis met wilde dieren in natuurgebieden vaak nog steeds heel ver. Een natuurlijke dood staan wij meestal niet toe, zelfs als ecologisch onderzoek laat zien dat ook na hun dood de dieren in de natuur een zeer belangrijke rol hebben ten gunste van veel andere organismen en processen.

## De huidige situatie
De huidige wettelijke situatie is dat kadavers van grotere dieren, voor zover die ook als vee of huisdier worden gehouden, niet in de natuur mogen blijven liggen. De reden die hiervoor meestal wordt opgegeven is dat dit is om verspreiding van infectieziekten en epidemieën tegen te gaan. Wetenschappelijk bewijs hiervoor ontbreekt echter nagenoeg. Het zou de biodiversiteit ten goede komen als dergelijke kadavers op natuurlijke wijze zouden mogen vergaan. Veel mensen uit het publiek – en de politiek – hebben nog als primaire reactie dat ze in het bos wandelend niet op een rottend kadaver van een rund zouden willen stuiten. Experimenten met kadavers van kleinere dieren (vos, ree) laten zien dat in dergelijke kadavers zich een uitgebreide fauna van aasetende insecten vestigt, met daaromheen dieren die weer van die aaseters leven.